# Eremitage Blaca
Koordinaten: 43° 17′ 35,3″ N, 16° 31′ 46″ O

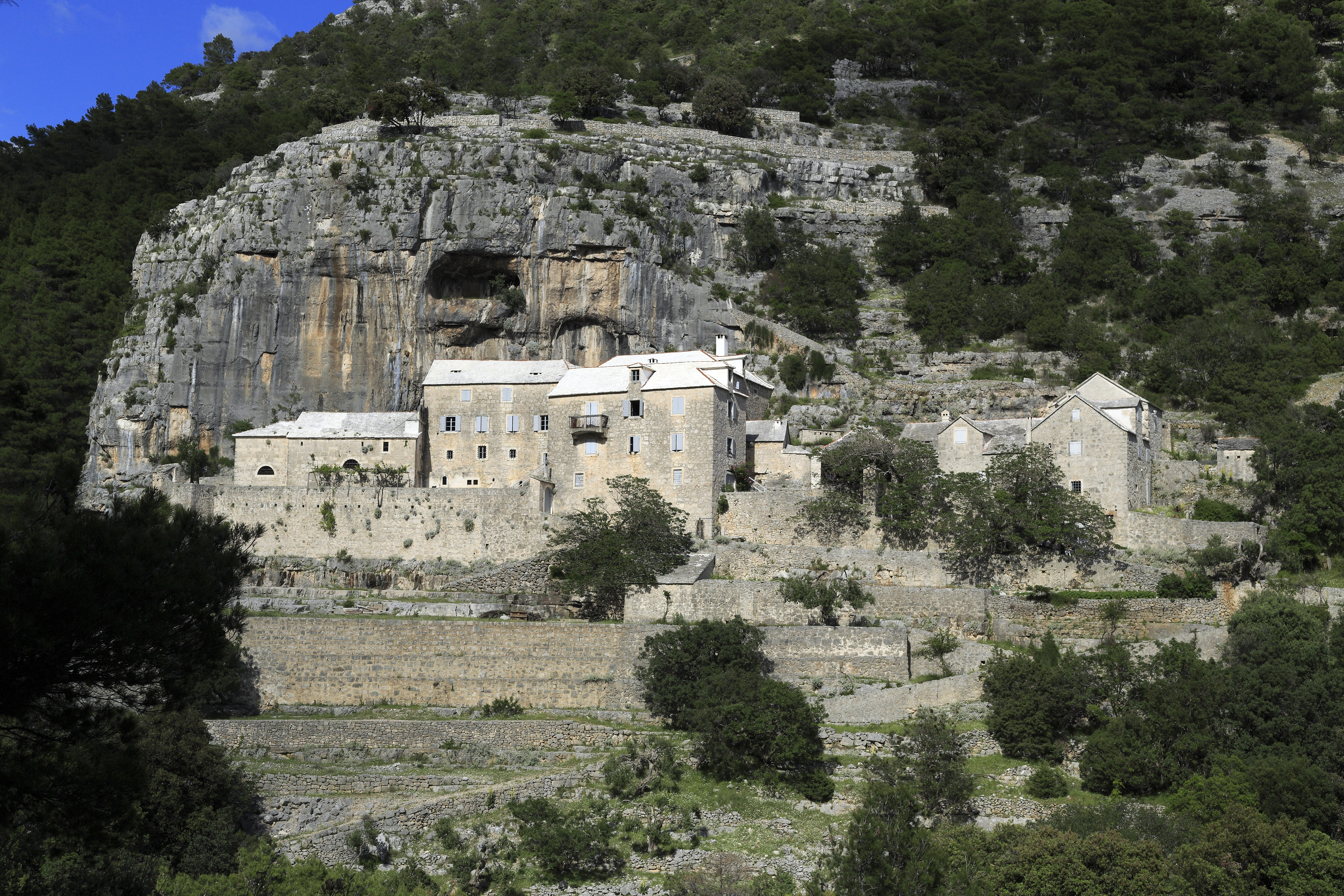
Kloster Blaca

Die Eremitage Blaca (sprich: blatza) auf der kroatischen Insel Brač ist ein einzigartiger Klosterkomplex.
Die Eremitage wurde von Mönchen, sog. Glagoliten, gegründet, die vor den türkischen Angriffen vom Festland hierher geflohen waren. Das Kloster befindet sich etwas weiter im Insel-Inneren, vom Meer aus nicht zu erkennen, aber ist nach einem kurzen Fußmarsch rasch erreichbar. Mit der Zeit wurde die Eremitage zu einem fortschrittlichen landwirtschaftlichen Grundbesitz, der jedoch mit der Änderung der Lebens- und Erwerbsart verfiel. Das ganze Tal, in dem sie sich befindet, verwahrloste und wurde der natürlichen Vegetationsfolge überlassen.
Die Einsiedelei wurde später von Pater Nikola Miličević (1887–1963), einem (Amateur-)Astronomen, der in Wien Mathematik und Astronomie studiert hat, als Sternwarte genutzt. Von diesem Ort aus entdeckte er einige sog. Novae (Periodische Helligkeitsausbrüche von Sternen) und Kometen, er war außerdem aktiv in der Verbreitung astronomischen Wissens und druckte eine eigene astronomische Zeitschrift. Ihm zu Ehren und zur Erinnerung an diesen außergewöhnlichen Ort wurden mit Entscheidung der Internationalen Astronomischen Union 2005 zwei Asteroiden die Bezeichnungen (10241) „Nikola Miličević“ und (10645) „Brač“ gegeben. Sie wurden an der kroatischen Sternwarte Višnjan im Jahre 1999 entdeckt.
Die Eremitage wurde in den letzten Jahren in ein kleines Museum umgewandelt, in dem man unter anderem alte Gegenstände aus der Monarchie, astronomische Utensilien (zum Beispiel  ein verhältnismäßig großes Teleskop von 1935) und einen Flügel begutachten kann. Pater Nikola Miličević hat es sich in seinen Jahren dort richtig komfortabel eingerichtet und genoss durch die Entfernung zu Rom einige Freiheiten (wie zum Beispiel  das ungehinderte wissenschaftliche Arbeiten), die andere Klöster nicht hatten. Obwohl das Kloster nur zu Fuß und mit Eseln erreichbar ist, hat er trotzdem Gegenstände wie das Teleskop oder den Flügel dort hinauf schaffen lassen.
Hier ein kleiner Einblick in das heutige Museum:

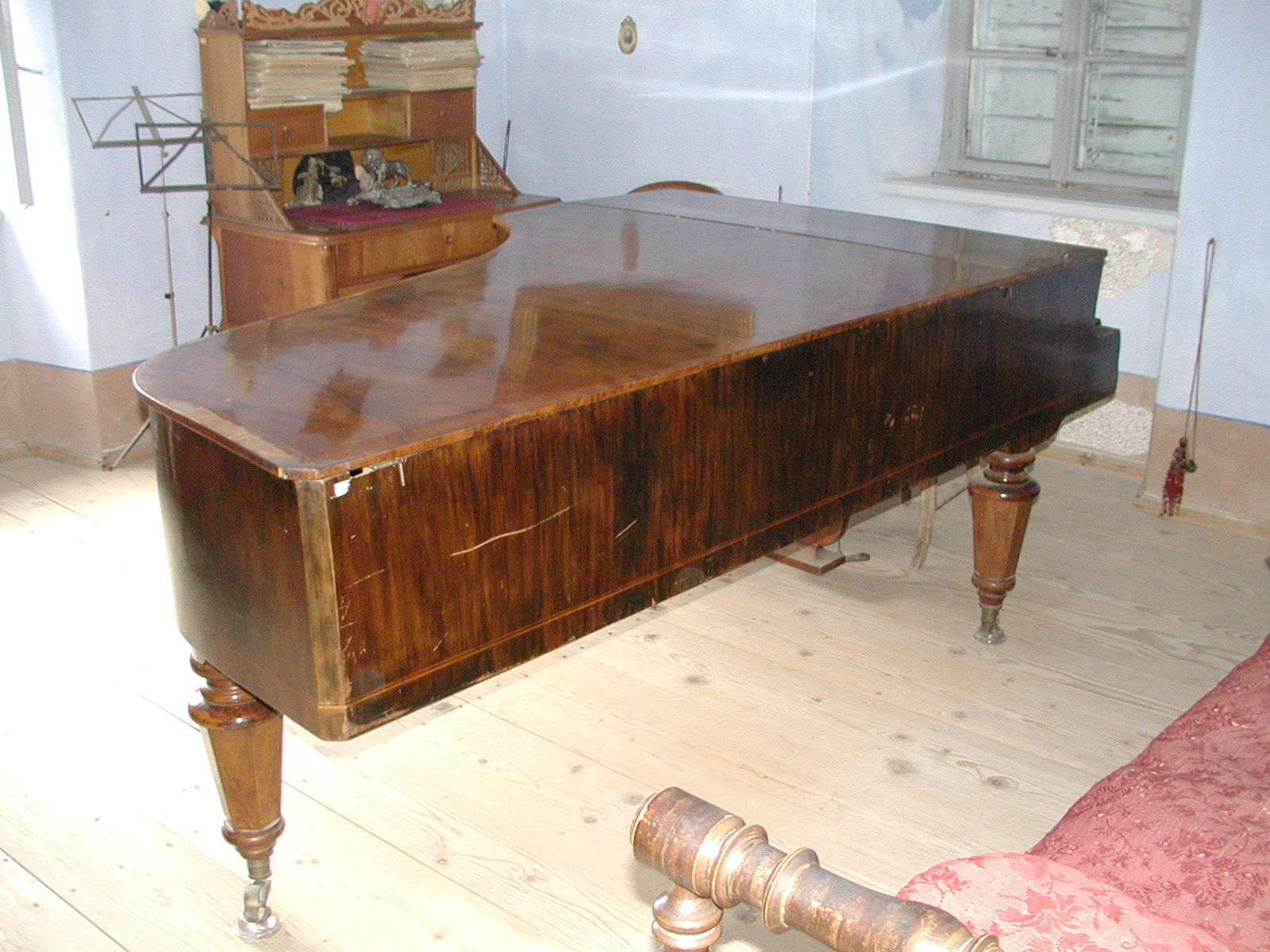
Flügel des letzten Paters
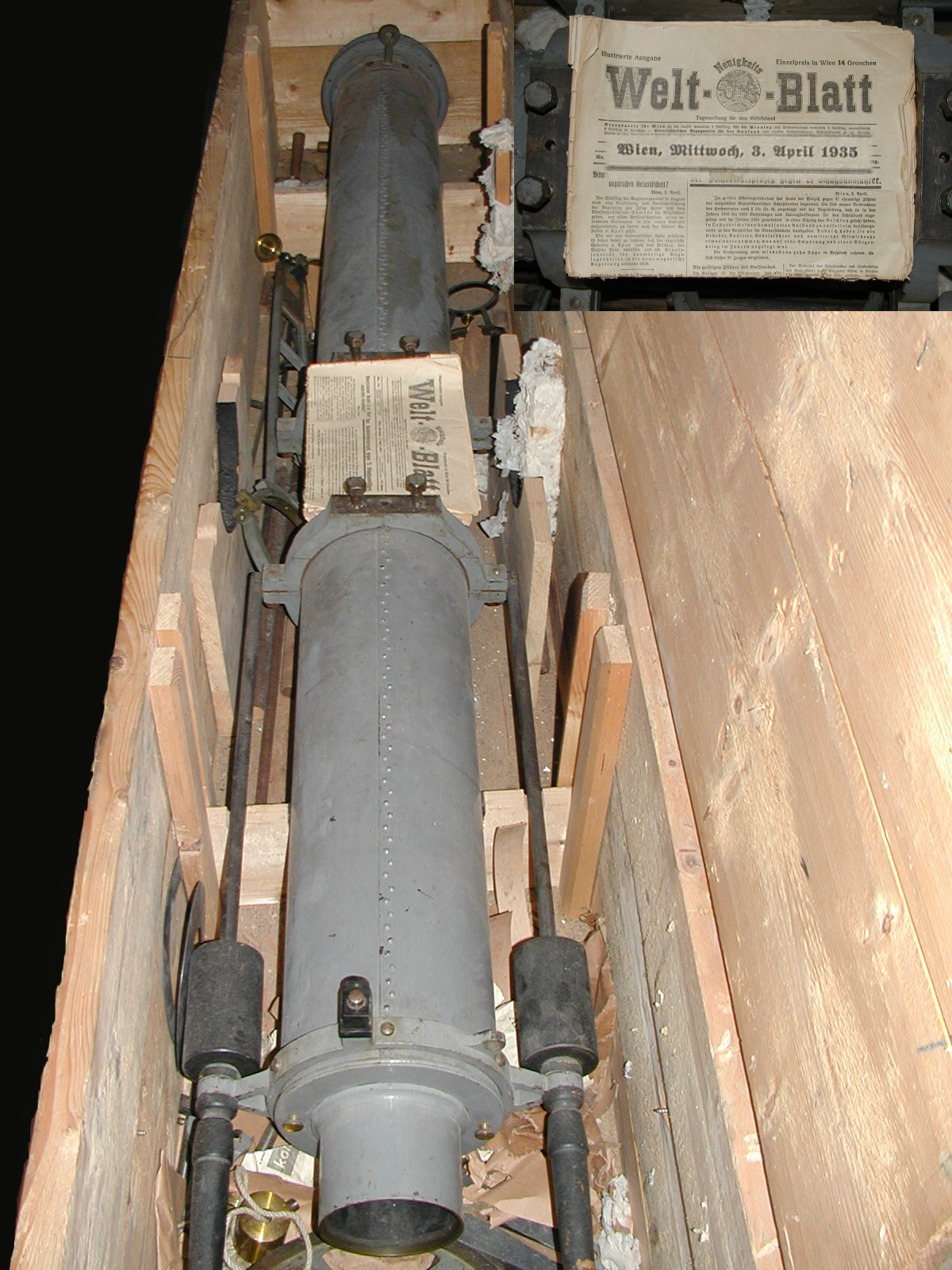
Teleskop des letzten Paters
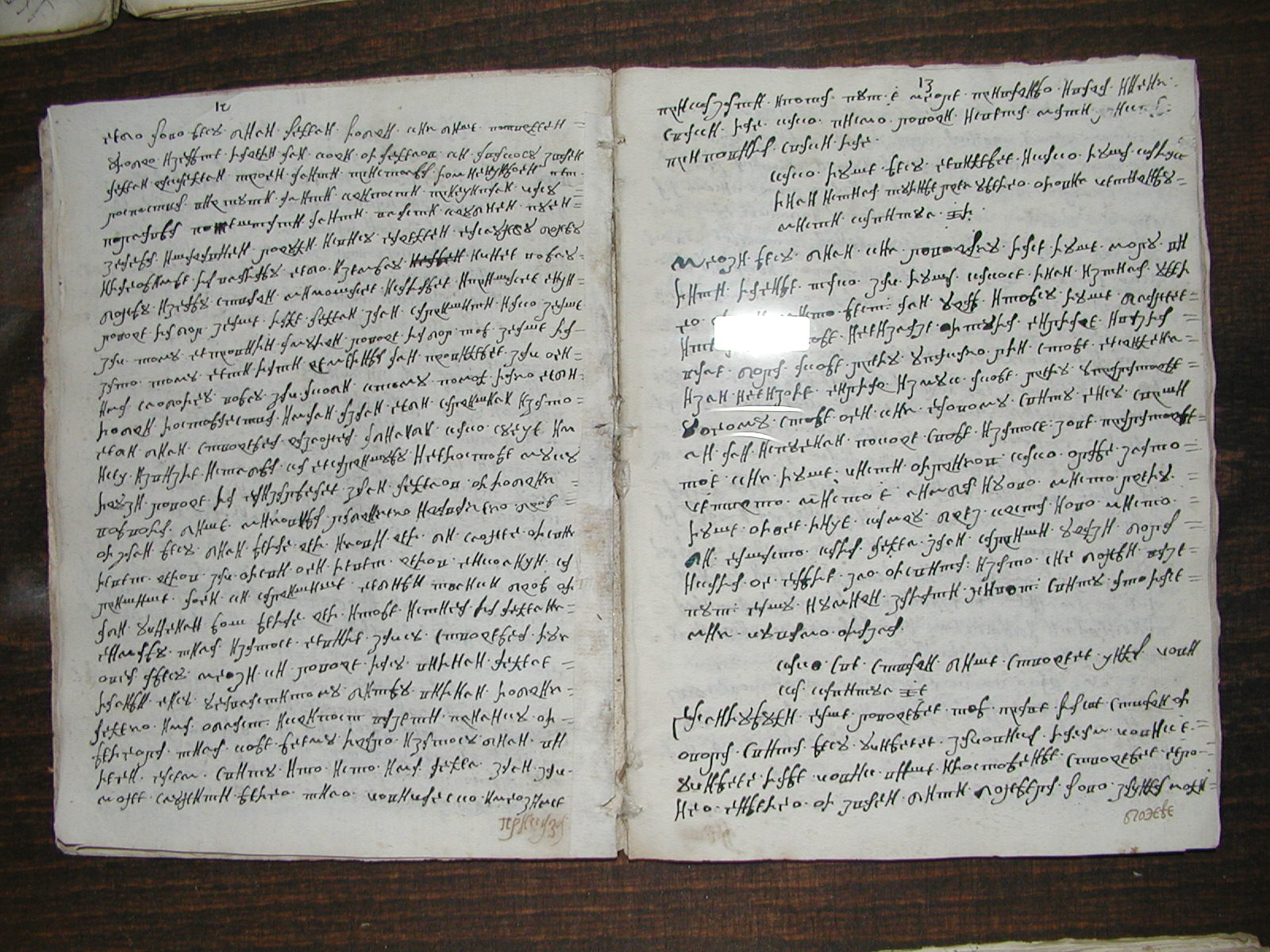
Alte Schrift
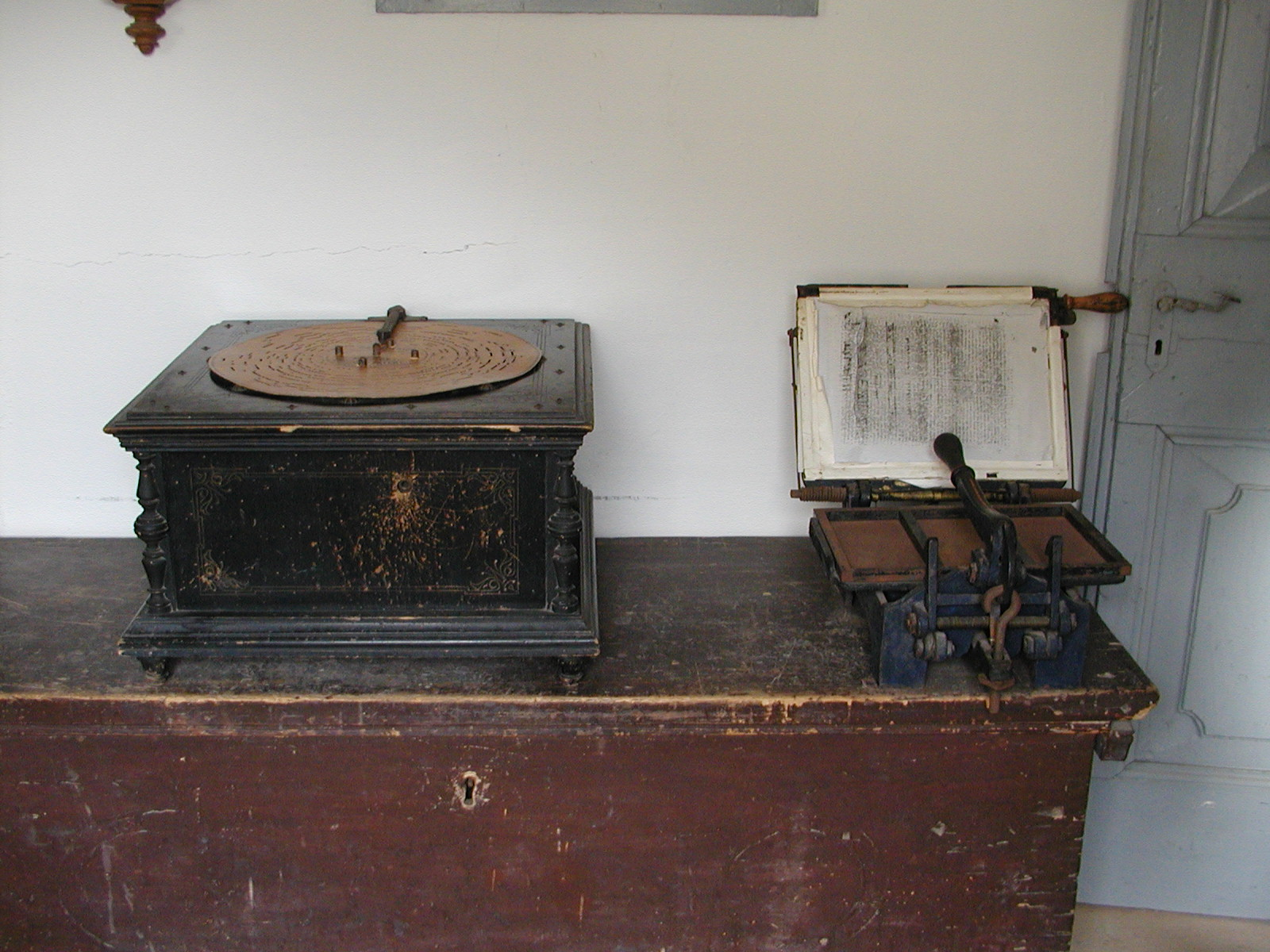
Spieluhr und Buchpresse
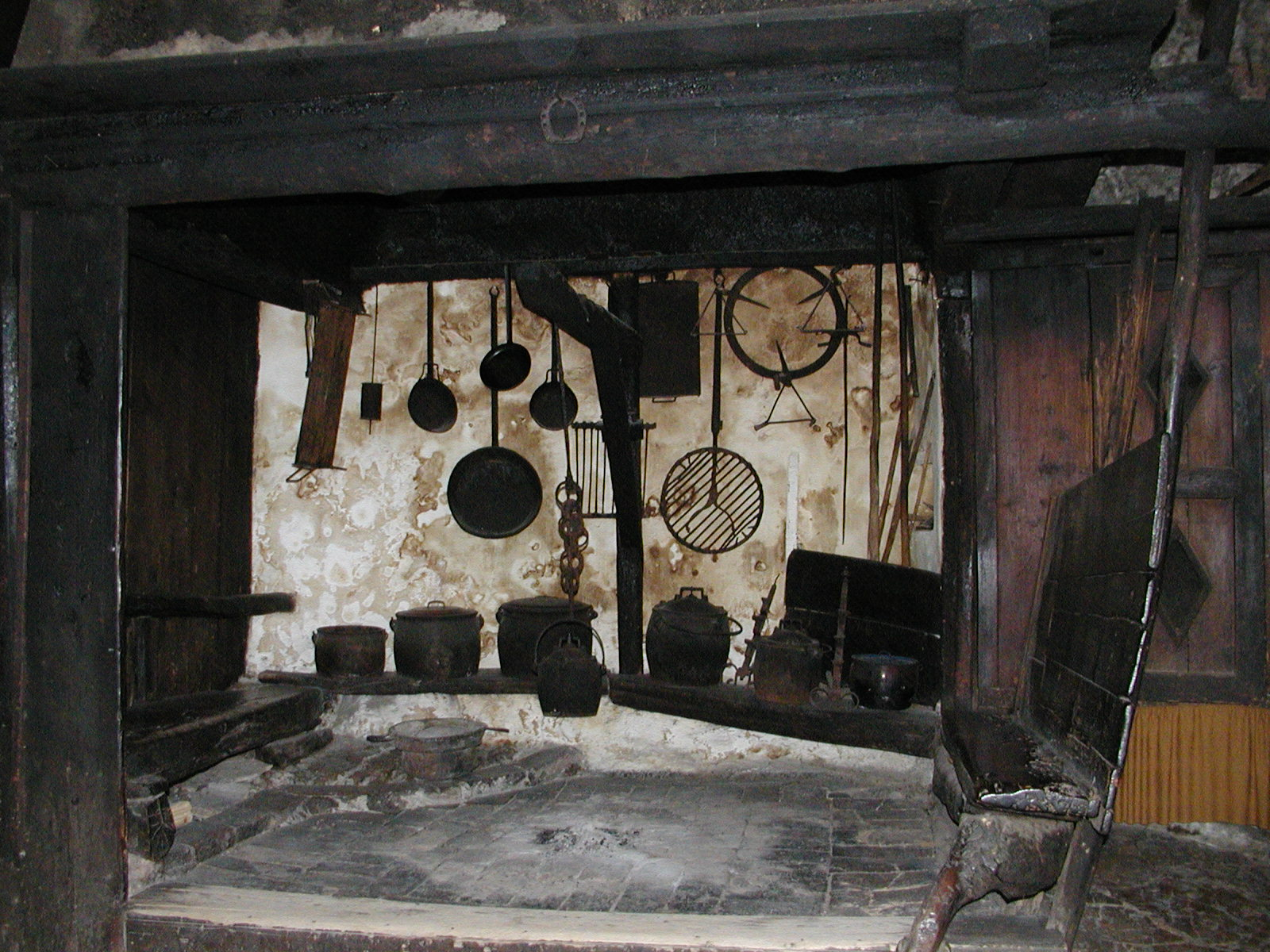
Alte Küche des Klosters
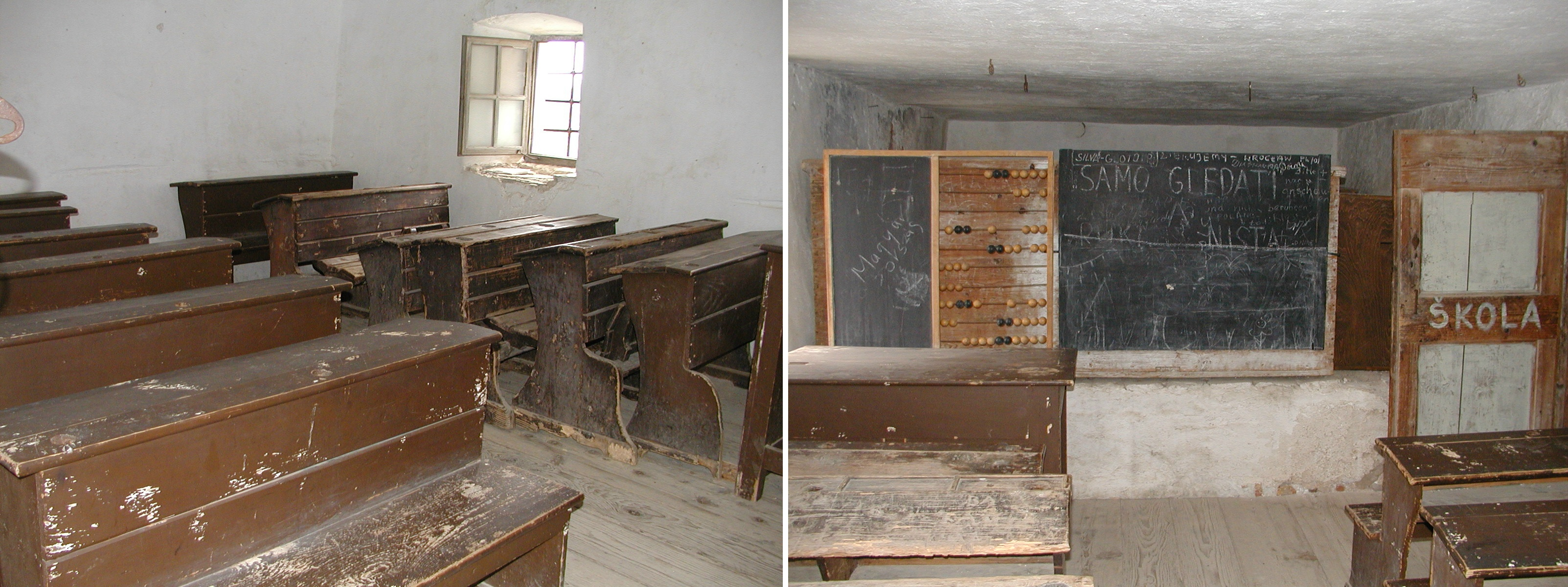
Schulzimmer des Klosters
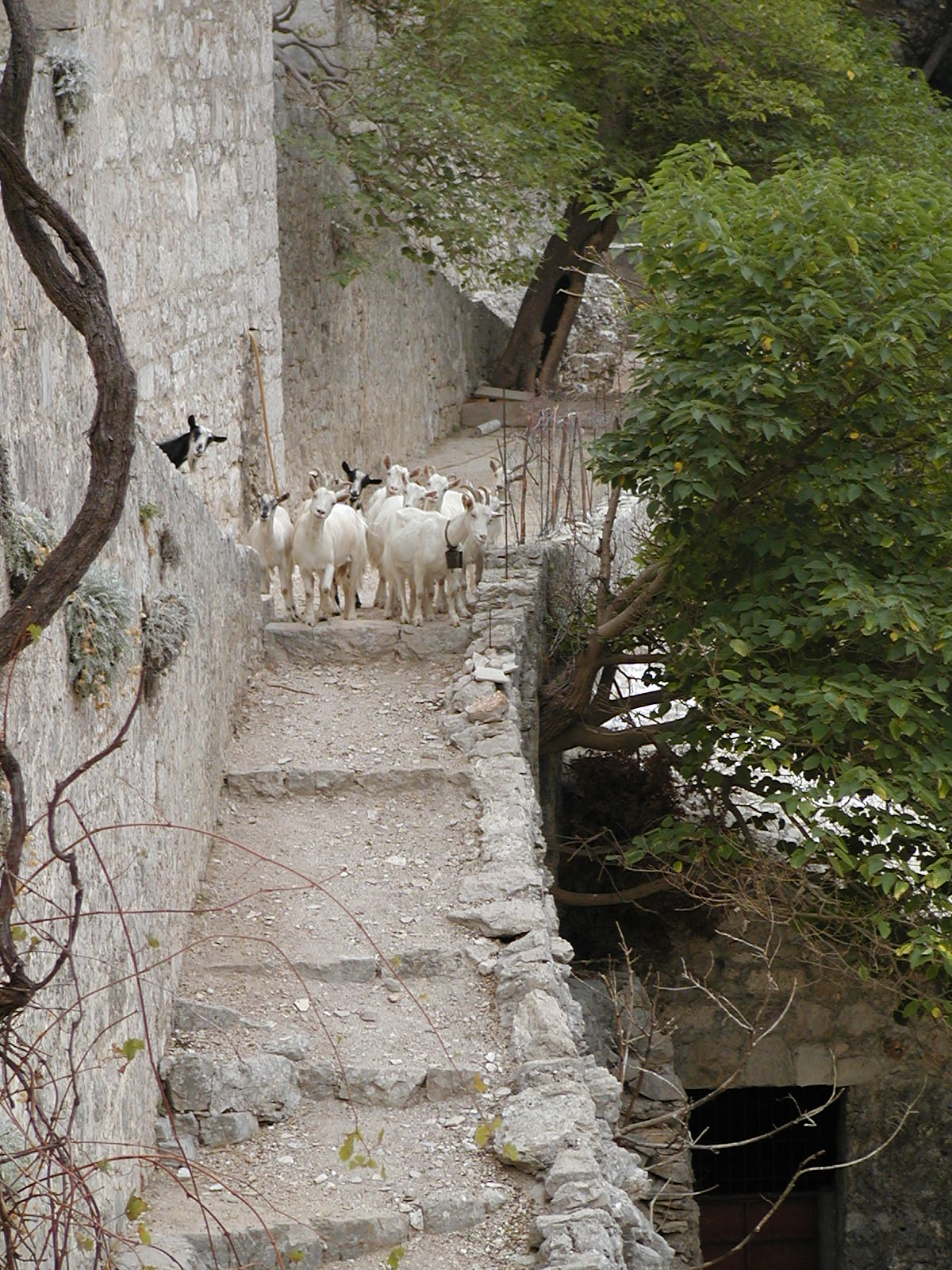
Ziegenherde des Klosters